# Jornal do Recife
Jornal do Recife foi um periódico da cidade do Recife, Pernambuco.
Circulou no Século XIX e no início do Século XX.
Era um jornal noticioso, entre alguns que circulavam na época na capital pernambucana.
Em suas edições trabalharam Tobias Barreto  Barbosa Lima Sobrinho, José Lins do Rego, Oscar Brandão e Assis Chateaubriand, entre muitos intelectuais da época.
Em sua edição de 7 de abril de 1919 noticiou a primeira emissão radiofônica do Brasil, realizada pela então criada Rádio Clube de Pernambuco.